# Municipalità 8 di Napoli
La Municipalità 8 è uno dei 10 municipi in cui è suddiviso il comune di Napoli, istituiti il 10 febbraio 2005.
Confina con i comuni di Arzano, Casandrino, Marano di Napoli, Melito di Napoli e Mugnano di Napoli.

## Dati territoriali
Il territorio della municipalità è formato da 3 quartieri:
| Quartiere | Superficie | Abitanti |
| --------- | ---------- | -------- |
| Chiaiano  | 9,67 km²   | 23 396   |
| Piscinola | 3,55 km²   | 27 534   |
| Scampia   | 4,23 km²   | 39 060   |
| Totale    | 17,45 km²  | 89 990   |

## Zone appartenenti
- Cupa Spinelli
- Frullone
- Guantai
- Paratina
- Rione Don Luigi Guanella
- San Rocco
- Santa Croce

## Amministrazione
| Periodo | Periodo   | Primo Cittadino   | Partito            | Carica     | Note |
| ------- | --------- | ----------------- | ------------------ | ---------- | ---- |
| 2011    | 2016      | Angelo Pisani     |                    | Presidente |      |
| 2016    | 2021      | Apostolos Paipais | PD / +Eu / IV      | Presidente |      |
| 2021    | In carica | Nicola Nardella   | Movimento 5 Stelle | Presidente |      |